# 世界平和女性連合
世界平和女性連合（せかいへいわじょせいれんごう、英語: Women's Federation For World Peace International：WFWPI）は、世界平和統一家庭連合（旧統一教会）の関連団体。1987年3月18日に文鮮明が日本で設立した団体「アジア平和婦人連合」を前身とする。国際NGOである。本部はアメリカ合衆国ニューヨーク州ニューヨークにある。

## 概要
1987年3月18日、世界平和統一家庭連合（旧統一教会）教祖の文鮮明は「アジア平和婦人連合」を日本で設立した。初代議長には小山田儀子（原理研究会元会長の小山田秀生の妻）が就任した。
1992年3月4日、アジア平和婦人連合は全日空ホテルで総会を開き、名称を「アジア平和女性連合」に変更。総会の司会は飯星景子が務めた。
同年4月10日、文鮮明と妻の韓鶴子は、アジア平和女性連合を発展させ、ソウルで「世界平和女性連合」を設立した。
1994年より世界各国にボランティアを派遣。平和の文化建設・貧困撲滅を目指し、女性の経済自立支援・地位向上、子供の教育支援、医療支援、エイズ予防教育など、主に開発途上国において活動を展開している。世界中のWFWPで組織される「WFWPインターナショナル（WFWPI）」は、1997年より国際連合経済社会理事会との総合協議資格を有し、国際連合グローバル・コミュニケーション局と提携関係にある。
旧統一教会のダミー団体であると指摘されており、女性信者らが海外で宣教する際には、世界平和女性連合のボランティアという名目で入国して「純潔運動」などを行ってきた。
1997年、全国霊感商法対策弁護士連絡会が提出した、関連団体による合同結婚式への参加者を募る署名活動の中止を求める申し入れに対し、旧統一教会側は、世界平和女性連合は「当法人とは全くの別団体」であると回答し、関係を否定した。
1999年には『千葉日報』の1月10日付紙面に、『国際的な奉仕団体　世界平和女性連合の活動』と題する記事が掲載されたことに対し、全国霊感商法対策弁護士連絡会は同年2月12日、千葉日報社に抗議するために公開質問状を出した。
2017年、奈良市の公民館で、手芸を名目に活動する「リボンサークル」という団体のスタッフが救急搬送されたため、施設の職員が連絡先を確認したところ、世界平和女性連合のものであることが判明した。聞き取りに対し、代表者は利用方法として禁止されている宗教の勧誘活動を行なっていたことを認めたため、公民館はこの団体の利用登録を抹消した。
2019年7月16日、世界平和女性連合がモザンビークで運営支援する「モザンビーク太陽中学校・高等学校」の理事長の宝山晶子が、外務大臣表彰を受けた。当時の外務大臣は河野太郎だった。
2022年10月26日、日本共産党衆議院議員の穀田恵二は衆議院外務委員会で、上記の表彰の取り消しと徹底調査を政府に求めた。同年11月4日、外務省はこの女性が現地の中学校や高校で著作を配布したり、礼拝への勧誘を行うなど、統一教会の布教を強く意識した学校活動を実施していたことが確認されたとして、表彰の取り消しを発表した。

## 役員
- 文薫淑 - 世界会長[8]。1963年1月1日、統一教会幹部の朴普煕の娘として生まれた[33]。文鮮明の次男の文興進が交通事故がもとで1984年1月2日に死去すると、文鮮明の命により1984年2月20日、文興進とニューヨークの統一教会ベルベディア修練院で「霊魂結婚」した[34][35]。それとともに文鮮明は薫淑を養女にした[36][37]。

- 文蘭英 - 元世界会長[10]。朴普煕の弟の朴魯煕[38]の妻。

- 文姸娥[注 1] - 元世界会長・元韓国会長（2014年6月3日就任）[39]。文孝進の2番目の妻。

- 堀守子 - 日本会長[3][4]。日本統一教会第4代・第9代会長の小山田秀生の娘[40]。

- 小山田儀子 - アジア平和婦人連合初代議長[17]。小山田秀生の妻。

- 江利川安栄 - 元日本会長[5]。日本統一教会会長を1998年3月から1999年1月まで務めた[41]。

- 久保木哲子 - 元日本会長。日本統一教会初代会長の久保木修己の妻[42][43]。

- 杉山もと子 - 元日本会長[6]。

## 日本の政治家との関わり
- 自由民主党をはじめとした国会議員との結びつきは強く、多数の党選挙区支部や議員の政治団体から会費の名目で金銭を受け取っている[44][45][46][47][48][49]。

- 自民党の政権奪還から半年後の2013年の参院選の頃から、教団関係者は、山口県の選挙区支部にもなっている安倍晋三首相の事務所を訪れ、選挙の手伝いに従事した。なかでも世界平和女性連合から派遣された女性たちはその働きぶりから、安倍の後援会関係者から一目置かれていたという[50]。2014年12月の衆院選に際しては、世界平和女性連合の東京第六連合会の事務局長は、世界戦略総合研究所会長の阿部正寿、同事務局次長の小林幸司、世界日報社社長の木下義昭、同政治部長の早川一郎らとともに、文部科学大臣の下村博文を積極的に支援[51]。翌2015年8月の教団の名称変更[52][53]の実現に寄与した。

## 年表
- 1987年3月18日 - アジア平和婦人連合が日本で設立される[1][14][15][16]。
- 1992年
  - 3月4日 - アジア平和婦人連合は全日空ホテルで総会を開き、名称を「アジア平和女性連合」に変更[1][18][19]。
  - 4月10日 - アジア平和女性連合を母体として「世界平和女性連合」がソウルで創設される[1]。
- 1993年9月14日 - 世界平和女性連合の創立1周年記念大会が東京ドームで開催される。5万人の参加者を前に韓鶴子総裁が「真の父母と成約時代[54]」を講演。
- 1994年 - 海外派遣事業を開始。
- 1997年7月 - 国連NGO[55]「WFWPインターナショナル（WFWPI）[56]」として国際連合・経済社会理事会の総合協議資格を有するNGOに認定される[21]。
- 2000年10月 - 国連本部における「貧困撲滅国際デー」記念フォーラムでWFWP派遣員が活動報告[57]。
- 2008年3月 - 第52回国連女性の地位委員会会議参加（以後、毎年参加）。
- 2021年3月 - 第14回国連犯罪防止刑事司法会議（京都コングレス）参加[58]。
- 2022年3月 - 第66回国連女性の地位委員会会議参加・WFWP Japanでパラレルイベント主催[59]。